# 665 هـ
665 هـ هي سنة في التقويم الهجري امتدت مقابلةً في التقويم الميلادي بين سَنتي 1266 و1267.

## مواليد
- علم الدين البرزالي
- أبو حمو موسى الأول
- كمال الدين الفارسي

## وفيات
- إسحاق بن أحمد العلثي
- محمد بن أبي بكر البري
- ابن بنت الأعز
- محمد بن عبد الرحمن العكبري
- بركة خان

- شهاب الدين الأهري